# Breže, občina Breže
Breže je naselje in glavno mesto občine Breže nemško: Friesach) v okraju Šentvid ob Glini na Koroškem. Kraj ima 1957 prebivalcev ( 1. januar 2023). Leži na območju katastrske občine Breže.

## Lega
Kraj leži na severu okraja Šentvid ob Glini na stari cestni povezavi iz Podonavja proti Jadranu. Središče kraja leži desno od Motnice na robu Breškega polja in ob vznožju pogorja Mödringberg. Danes se kraj razteza čez skoraj celotno širino Breškega polja in se je zraslo s sosednjima krajema Engelsdorf na severu in Olša na vzhodu.

## Zgodovina
Rimska državna cesta od Ogleja ob Tržaškem zalivu do Lauriacuma (današnjega Ennsa) je potekala skozi današnje krajevno območje Brež. Domneva se, da je obstaja starodavna naselbina na Breški Petrovi gori, vendar ni mogla biti velikega pomena.
Leta 860 je Ludvik Nemški podaril salzburški nadškofiji dvor pri Brežah (ad Friesah), verjetno na mestu današnjega knežjega dvora. 927 se omenja cerkev. Na Petrovi gori, na mestu, ki je bilo morda že prej utrjeno, je bil v 11. stoletju zgrajen  Grad Petersberg.  V času investiturnega boja so bile Breže leta dolgo v boju med obema stranema. Po tem ko sta v 11. in 12. stoletju drug ob drugem obstajala salzburški trg na severu in krški trg na jugu, so Breže leta 1180 v postale v celoti salzburške. Obe trški naselji sta se zrasli, kar je pomenilo, da je tudi območje današnjega glavnega trga postalo gosto poseljeno. Breže so dobile mestne pravice leta 1215, s čimer so postale najstarejše mesto na Koroškem, čeprav so uradno dobile status mesta šele leta 1339.
V prvi polovici 13. stoletja je mesto doživelo svoj razcvet in je bilo takrat drugo največje mesto na območju Salzburga in najpomembnejše mesto današnje Koroške. Breže so postale pomembno trgovsko središče na poti iz Avstrije v Benetke. Tu so kovali breške fenige in tukaj so se naselili judovski bankirji. V zadnji četrtini 13. stoletja je bilo mesto trikrat zavzeto in delno uničeno. Mestne utrdbe, ki so še danes dobro ohranjene z 11 m visokim obzidjem in 15 m širokim jarkom, so bile zgrajene šele pozneje in so nadomestile starejše utrdbe, ki so obsegale precej večje območje od današnjega starega mestnega jedra.
Breže so postopoma izgubljale svoj pomen: Habsburžani, ki so jim leta 1335 pripadli veliki deli Koroške, so podpirali svoja mesta; Salzburžani so se odpovedali zahtevam po vojvodini Koroški, kar je pomenilo, da so Breže, ki so še bile v njihovi lasti, zanje postale obrobnega pomena oziroma so izgubile svoj pomen ter salzburški škofje mesta niso več uporabljali kot eno od rezidenc; izgon Judov leta 1404 pa je povzročil propad bančništva.
Davčni listi iz leta 1751 kažejo, da so bili takrat v mestu naslednji obrtniki in trgovci: 4 peki, 1 medičar, 2 mesarja, 8 čevljarjev, 3 usnjarji, 3 krznarji, 3 rokavičarji, 2 sedlarja, 1 jermenar., 1 beli usnjar, 4 krojači, 3 tkalci, 1 barvar, 1 železar, 2 mizarja, 1 vezivec, 1 strugar, 2 mizarja, 1 zidar, 1 ključavničar, 1 puškar, 5 kovačev in kolarjev, 1 jermenar, 2 bakrorezca, 1 steklar, 2 "zelena lončarja", 2 "črna lončarja", 1 vrvar, 1 glavnikar, 1 izdelovalec mila, 3 trgovci, 8 vinskih gostiln, 6 pivskih gostilničarjev, 1 dimnikar, 1 zdravnik, 1 lekarnar in 2 brivca. Takrat so bili tudi 4 mlinarji in nekaj gostiln, ki so jih vodili duhovniki.
Čeprav v samih Brežah ni bilo predelave železa, so prebivalci mesta dolgo imeli koristi od rudarjenja železa na tem območju (Sv. Odrešenika, Olše). Zato je zaton rudarstva v drugi polovici 19. stoletja oslabel tudi Breže.
Mesto, ki se nahaja v davčni občini Breže, je v prvi polovici 19. stoletja pripadalo davčno okrožje Breže.  V začetku 19. stoletja so bile Breže glavni kraj istoimenske občine.

## Značilnosti in znamenitosti

### Gradovi in utrdbe
Mesto ležeče na Breškem polju je bilo zaščiteno z večinoma ohranjenim mestnim obzidjem s širokim jarkom (glej Breške mestne utrdbe).
V srednjem veku so na vzpetinah ob vznožju pogorja Mödringberg gradili utrdbe, tako da mesto od severa proti jugu obkrožajo naslednji gradovi in ruševine:
- Grad Geiersberg
- Grad Lavant na spodnjem delu Petrove gore
- Grad Petersberg z 28 m visoko grajskim stolpom, v kateri je mestni muzej, na najvišjem delu Petersberga
- Ruševine Rotturma
- Ruševine župnikove cerkve na Virgilienbergu, ki je bila vključena v mestne utrdbe skupaj s porušenim župnijskim uradom

Od leta 2009 na južnem obrobju gradijo grad po srednjeveških metodah in ga oglašujejo kot izkušnjo gradnje gradu Breže.

### Sakralne zgradbe
- Podružnična cerkev sv. Petra na Petrovi gori, grajski kapeli podobna zgradba iz 13. stoletja. stoletja
- Župnijska cerkev sv. Jerneja v središču mesta, romanska stebrasta bazilika iz 12. stoletja. stoletja
- Cerkev Tevtonskega reda v predmestju St. Veiter na južnem robu mesta, ki sega v čas prihoda Tevtonskega viteškega reda iz 13. stoletja
- Dominikanska cerkev severno od mestnega jarka iz 13. stoletja; ob njem je nekdanji dominikanski samostan (v Brežah je bil prvotno najstarejši dominikanski samostan na nemškem govornem območju; današnja stavba je iz 16. stoletja)
- Nekdanji dominikanski samostan v predmestju Neumarkter severno od središča mesta (sedanja zgradba iz poznega 18. stoletja)
- Cerkev Svete krvi ob vznožju gore na zahodnem robu starega mestnega jedra, sedanja stavba iz začetka 14. stoletja. stoletja, poleg samostanskih ruševin